# Dipolo (antena)

Una antena dipolo al recibir una onda de radio

Diagrama animado de una antena dipolo de media onda verticales que irradian ondas de radio, que muestra las líneas de campo eléctrico

Un dipolo es una antena empleada para transmitir o recibir ondas de radiofrecuencia. Estas antenas son las más simples desde el punto de vista teórico.

## Tipos de dipolos

### Dipolo simple o Dipolo largo

Ondas estacionarias en una antena dipolo de media onda excitado a su frecuencia de resonancia

En su versión más sencilla, el dipolo consiste en dos elementos conductores rectilíneos colineales de igual longitud, alimentados en el centro, y de radio mucho menor que el largo. 
La longitud del dipolo es la mitad de la longitud de onda de la frecuencia de resonancia del dipolo, y puede calcularse como 150/frecuencia(MHz). El resultado estará dado en metros.
A causa del efecto de bordes la longitud real será algo inferior, del orden del 95% de la longitud calculada. 
- Ejemplo: Para obtener una antena resonante en la Banda de 10m, a la frecuencia de 28,9 MHz, el dipolo tendrá teóricamente 5,21 metros de largo. En la práctica, el largo real físico del dipolo será algo menor, del orden de 4,95m.

La longitud real del dipolo a la frecuencia de resonancia dependerá de muchos otros parámetros, como el diámetro del conductor, o bien la presencia de otros conductores a proximidad.
En el espacio ideal y a una distancia de la tierra mayor a varias longitudes de onda, la impedancia del dipolo simple es de 73 Ohm.

### Dipolo en V invertida
Es un dipolo cuyos brazos han sido doblados el mismo ángulo respecto del plano de simetría. Tiene la forma de una V invertida.
La realización exige algunas precauciones. Autores como Brault y Piat recomiendan que el ángulo de la V no sea inferior a 120 grados, y que los extremos de la V estén lo más lejos posible del suelo; la proximidad de los extremos a la tierra induce capacidades que alteran la frecuencia de resonancia.
El dipolo en V invertida es sumamente apreciado por los radioaficionados que transmiten en expediciones, porque con un simple mástil de unos nueve metros, un poco de cable y de cuerda de nailon, es posible instalar rápidamente una antena transportable, liviana, y poco voluminosa.

### Dipolo doblado
Es un dipolo cuyos brazos han sido doblados por la mitad y replegados sobre sí mismos. Los extremos se unen. La impedancia del dipolo doblado es de 300 Ohm, mientras que la impedancia del dipolo simple en el vacío es de 73 Ohm.
El dipolo doblado es, en esencia, una antena única formada por dos elementos. Un elemento se alimenta en forma directa, mientras que el otro tiene acoplamiento inductivo en los extremos. Cada elemento tiene media longitud de onda de largo. Sin embargo, como puede pasar corriente por las esquinas, hay una longitud de onda completa de corriente en la antena

### Dipolo de brazos plegados

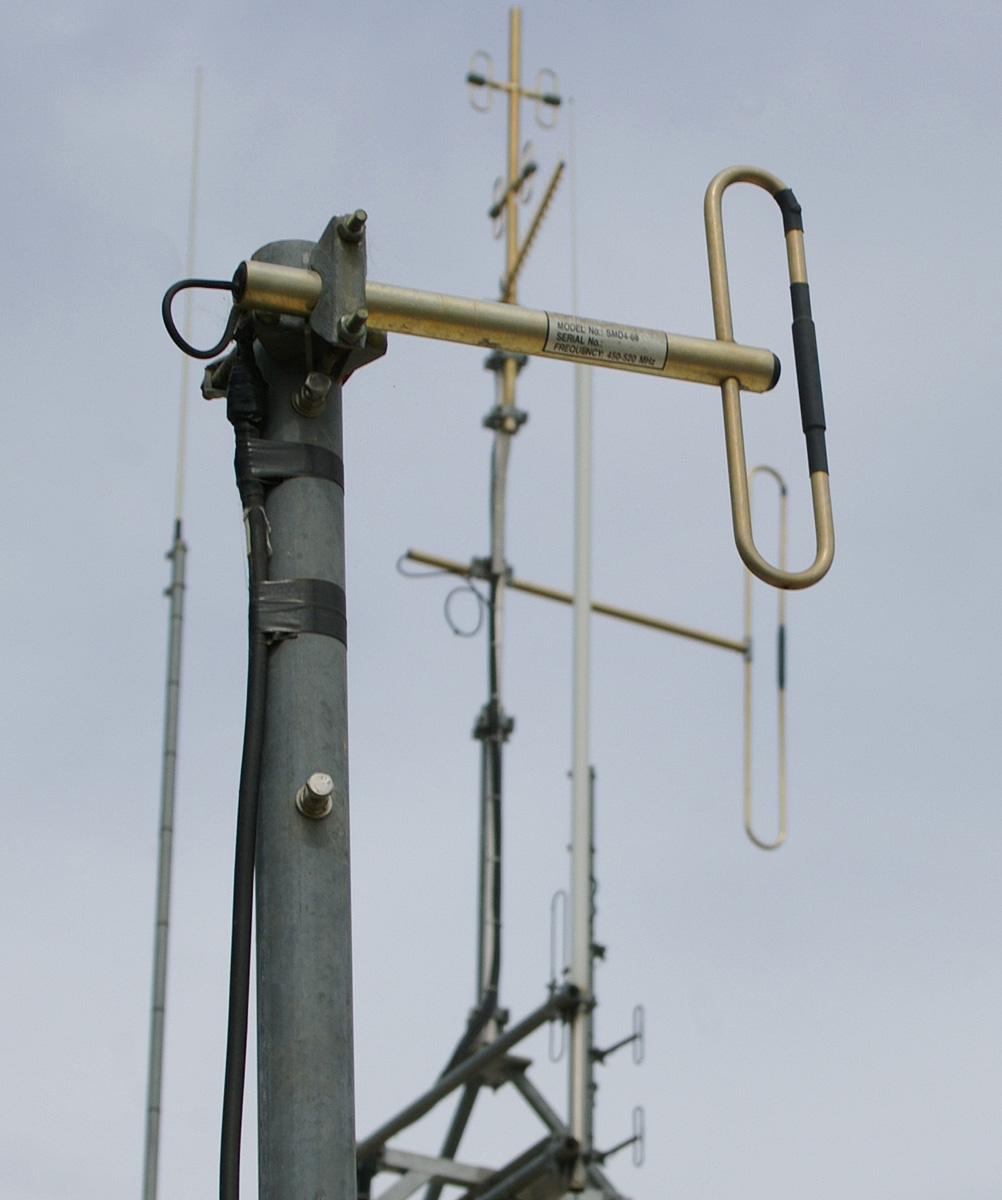
Antena dipolo plegada

Es un dipolo cuyos brazos tienen una pequeña parte del extremo parcialmente plegada. Eso hace que se economice espacio, a costa de sacrificar parcialmente la eficiencia del dipolo.

### Dipolo eléctricamente acortado
Es un dipolo en el cual un segmento de cada brazo (por ejemplo, el tercio central) es reemplazado por un solenoide. Eso hace que el dipolo sea mucho más corto, pero a costa de sacrificar otras cualidades del dipolo original, como la eficiencia, la impedancia y el ancho de banda.

## Dipolo elemental
Un dipolo elemental es una pequeña longitud {\displaystyle \scriptstyle {\delta \ell }} de conductor (pequeña comparada con la longitud de onda {\displaystyle \scriptstyle {\lambda }}). En la cual circula una corriente alterna 
En la cual {\displaystyle \scriptstyle {\omega =2\pi F}} es la pulsación (y {\displaystyle \scriptstyle {F}} la frecuencia). {\displaystyle \scriptstyle {j}} es, como de costumbre {\displaystyle \scriptstyle {\sqrt {-1}}}. Esta notación, utilizando números complejos es la misma que la utilizada cuando se trabaja con impedancias.
Hay que notar que este tipo de dipolos elemental no puede fabricarse prácticamente. Es preciso que la corriente que lo atraviesa venga de algún lado y salga a otro lado. En realidad este segmento de conductor no será más que uno de los muchos en los cuales se puede dividir una antena real para poder calcularla. El interés es que el campo eléctrico lejano {\displaystyle \scriptstyle {E_{\theta }}}
de la onda electromagnética radiada por el pequeño pedazo de conductor es calculable fácilmente. Solo mostraremos el resultado:
{\displaystyle E_{\theta }={{jI_{\circ }\sin \theta } \over 2\varepsilon _{\circ }cr}{\delta \ell  \over \lambda }e^{j\left(\omega t-kr\right)}}
Aquí, 
- {\displaystyle \scriptstyle {\varepsilon _{\circ }}} es la permitividad del vacío.
- {\displaystyle \scriptstyle {c}} es la velocidad de la luz en el vacío.
- {\displaystyle \scriptstyle {r}} es la distancia entre el dipolo y el punto donde está evaluado {\displaystyle \scriptstyle {E_{\theta }}}.
- {\displaystyle \scriptstyle {k}} es el número de onda {\displaystyle \scriptstyle {k={2\pi  \over \lambda }}}

El exponente de {\displaystyle e\,} da cuenta de la variación de la fase del campo eléctrico con el tiempo y con la distancia al dipolo.
El campo eléctrico lejano {\displaystyle \scriptstyle {E_{\theta }}} de la onda electromagnética es coplanario con el conductor y perpendicular a la línea que los une. Si imaginamos el dipolo en el centro de una esfera y alineado con el eje norte-sur, el campo eléctrico lejano tiene la dirección de los meridianos y el campo magnético lejano tiene la dirección de los paralelos.

## Dipolo corto
Un dipolo corto es un dipolo realizable prácticamente formado por dos conductores de longitud total {\displaystyle \scriptstyle {L}} muy pequeña comparada a la longitud de onda {\displaystyle \scriptstyle {\lambda }}. Los dos conductores están alimentados en el centro del dipolo (ver dibujo). Esta vez se toma como hipótesis que la corriente es máxima en el centro del dipolo (en donde está alimentada) y que decae linealmente hacia cero a las extremidades del dipolo. Hay que notar que la corriente circula en la misma dirección en los dos brazos del dipolo: hacia la derecha en los dos o hacia la izquierda en los dos.
El campo lejano {\displaystyle \scriptstyle {E_{\theta }}} de la onda electromagnética radiada por este dipolo es:
La emisión es máxima en el plano perpendicular al dipolo y cero en la dirección de los conductores, o sea la dirección de la corriente).
El diagrama de emisión tiene la forma de un toro de sección circular (imagen de izquierda) y de radio interno nulo. En la imagen de la derecha el dipolo es vertical y está en el centro del toro. 
A partir de este campo eléctrico se puede calcular la potencia total radiada por este dipolo y de ella calcular la parte resistiva de la impedancia en serie de este dipolo:

## Ganancia del dipolo
La ganancia de una antena es la relación (cociente) de potencias por unidad de superficie, entre una antena dada y una antena isótropa que se toma como referencia, ambas alimentadas con la misma potencia:
La potencia por superficie unitaria transportada por una onda electromagnética es:
La potencia por superficie unitaria de una antena isotrópica alimentada con la misma potencia es:
En el caso de un dipolo corto, cuando se remplazan los valores, el resultado final es:
Los dBi son decibelios con una i añadida para recordar que se trata de una ganancia con respecto a una antena isótropa, habiendo una diferencia de 2,15dB entre dBd y dBi (por ejemplo 12dBd son 14,15dBi). Siendo dBd la ganancia expresada respecto al dipolo de media onda.

## Ancho de banda del dipolo
Potencia normalizada de un dipolo de media longitud de onda, donde se demuestra la relativa banda estrecha de un dipolo.
Se observa que el ancho de banda es de aproximadamente un 15%, y por tanto podemos afirmar que un dipolo es de banda estrecha.
Para llegar a esta afirmación, nos basamos en la fórmula de la potencia del dipolo de media onda:

{\displaystyle P_{d}\cong {\frac {15\cdot I_{m}^{2}}{\pi \cdot r^{2}}}\left[{\frac {cos(\beta \cdot L\cdot cos(\theta ))-cos(\beta \cdot L)}{sin(\theta )}}\right]^{2}}

donde, {\displaystyle \beta ={\frac {2\cdot \pi }{\lambda }}}

Así, igualando a uno la relación entre longitud de onda y la longitud de la antena y variando dicha relación, obtenemos el gráfico de distribución de potencia de un dipolo en relación con la frecuencia de trabajo.

## Dipolo media onda(λ/2){\displaystyle (\lambda /2)}
Un dipolo {\displaystyle \scriptstyle {\lambda  \over 2}} es una antena formada por dos conductores de longitud total igual a la mitad de una longitud de onda. Hay que señalar que esa longitud de {\displaystyle \scriptstyle {\lambda  \over 2}} no tiene nada de remarcable eléctricamente. La impedancia de la antena no corresponde ni a un máximo ni a un mínimo. Tampoco es real, aunque por una longitud próxima (hacia {\displaystyle \scriptstyle {0,46\lambda }}) la parte imaginaria pasa por cero. Hay que reconocer que la única particularidad de esa longitud es que las fórmulas trigonométricas se simplifican, aunque sí es cierto que presenta un diagrama de radiación bastante uniforme en comparación con otras longitudes.
En el caso del dipolo {\displaystyle \scriptstyle {\lambda  \over 2}} se toma como hipótesis que la amplitud de la corriente a lo largo del dipolo tiene una forma sinusoidal:
{\displaystyle I=I_{0}e^{j\omega t}\cos \left(k\ell \right)}
Recordemos que {\displaystyle I_{0}} es el valor pico de la intensidad que circula por el dipolo, {\displaystyle \omega =2\pi f}, 
{\displaystyle k={2\pi }/{\lambda }\;} y 
{\displaystyle l} la posición en la que medimos la intensidad.
Es fácil ver que para {\displaystyle \scriptstyle {\ell =0}} la corriente vale {\displaystyle \scriptstyle {I_{\circ }}} y para {\displaystyle \scriptstyle {\ell ={\lambda  \over 4}}} la corriente vale cero.
Incluso haciendo la simplificación de campo lejano {\displaystyle (r>>3\lambda )}, la expresión es algo compleja:
{\displaystyle E_{\theta }=j\eta _{0}{\frac {I_{0}}{2\pi r}}{\frac {\cos \left({\frac {\pi }{2}}\cos \theta \right)}{\sin \theta }}\cdot e^{-jkr}}
La fracción {\displaystyle \textstyle {\cos \left(\scriptstyle {\pi  \over 2}\cos \theta \right) \over \sin \theta }} no es muy diferente de {\displaystyle \scriptstyle {\sin \theta }}. 
El resultado es un diagrama de emisión tiene la forma de un toro un poco aplastado.
La imagen de la izquierda muestra la sección del diagrama de emisión. Hemos dibujado en apuntillado el diagrama de emisión de un dipolo corto. Se comprueba que los dos son muy parecidos.
Esta vez no se puede calcular analíticamente la potencia total emitida por la antena. Podemos plantear la expresión de la misma:
{\displaystyle p_{t}=\int \limits _{0}^{2\pi }{\int \limits _{0}^{\pi }{\frac {\eta _{0}I_{0}^{2}}{8\pi ^{2}r^{2}}}}\cdot {\frac {\cos ^{2}\left({\frac {\pi }{2}}\cos \theta \right)}{\sin ^{2}\theta }}{\widehat {r}}\cdot \underbrace {r^{2}\sin \theta \cdot d\theta \cdot d\varphi \cdot {\widehat {r}}} _{\overrightarrow {dS}}=}
{\displaystyle ={\frac {\eta _{0}I_{0}^{2}}{4\pi }}\int \limits _{0}^{\pi }{\frac {\cos ^{2}\left({\frac {\pi }{2}}\cos \theta \right)}{\sin \theta }}d\theta \approx {\frac {120\pi I_{0}^{2}}{4\pi }}\cdot {\text{1}}{\text{.2188=36}}{\text{.564 }}\!\!\cdot \!\!{\text{ }}I_{0}^{2}}
Para calcular la resistencia de radiación (o resistencia en serie), usamos
{\displaystyle p_{t}={\frac {1}{2}}I_{0}^{2}R_{serie}\to R_{serie}={\frac {2p_{t}}{I_{0}^{2}}}\approx 73.128\Omega }
 Sin embargo, esto solo nos calcula la parte real (resistencia) de la impedancia de la antena. Lo más cómodo es medirlas. En la figura de la derecha se muestran las partes real e imaginaria en serie de la impedancia de un dipolo para longitudes que van de 
{\displaystyle \scriptstyle {0,4\,\lambda }} a {\displaystyle \scriptstyle {0,6\,\lambda }}

La ganancia de esta antena es:
He aquí las ganancias de dipolos de otras longitudes (nótese que la ganancia no está dada en dB):
| Ganancia de antenas dipolos                         |          |
| Longitud en {\displaystyle \scriptstyle {\lambda }} | Ganancia |
| L {\displaystyle \scriptstyle {\ll \lambda }}       | 1.50     |
| 0.5                                                 | 1.64     |
| 1.0                                                 | 1.80     |
| 1.5                                                 | 2.00     |
| 2.0                                                 | 2.30     |
| 3.0                                                 | 2.80     |
| 4.0                                                 | 3.50     |
| 8.0                                                 | 7.10     |

## Propiedades eléctricas

### Tensión y corriente
En la frecuencia de resonancia del dipolo, el punto medio es un nodo de tensión y un vientre de corriente. Quiere decir que: 
- La corriente media en el centro del dipolo es máxima, y decrece hasta llegar a cero en los extremos.
- La tensión media es cero en el centro, y va aumentando hasta ser máxima en los extremos del dipolo.

### Diagrama de emisión
La antena dipolo no irradia en todas las direcciones con la misma potencia; se dice entonces que es una antena direccional. 
- En la dirección en la cual irradia con la máxima potencia, la onda electromagnética tiene una potencia de 2,2 dB por encima del promedio. Se llama ganancia de un dipolo a esa relación de 2,2 dB entre la potencia irradiada en la dirección más favorecida, y la potencia promedio.
- En otras direcciones, lógicamente, el dipolo debe irradiar una energía inferior al promedio; la antena dipolo no genera potencia.

### Polarización
La polarización de una antena depende de la dirección del campo eléctrico y se mide con referencia a la tierra, siendo una polarización horizontal una en la que el campo eléctrico es paralelo a la horizontal de tierra.
- Cuando la antena dipolo es paralela al plano de la tierra, la componente eléctrica de la onda es paralela al plano de la tierra: se dice que tiene polarización horizontal.
- Cuando la antena dipolo es perpendicular al plano de la tierra, la componente eléctrica de la onda es emitida perpendicularmente al plano de la tierra: se dice que tiene polarización vertical.
- En HF, y en VHF en clase de emisión banda lateral única se prefiere la polarización horizontal, y en VHF en frecuencia modulada, la polarización vertical.

### Impedancia
- La impedancia de un dipolo de base y en el espacio ideal es de 73 Ohms. En la práctica, la impedancia real será una función importante de la longitud.
- La impedancia característica de un dipolo plegado y en el espacio ideal es de 300 Ohms.

### Antena Yagi
Cuando a un dipolo se le antepone un parásito delante director, ligeramente más corto, y otro parásito detrás reflector, ligeramente más largo, se obtiene una antena Yagi.

### Acortamiento eléctrico
- La longitud real de un dipolo respecto a su homólogo ideal es un 5% menor. A ese efecto de bordes se lo llama acortamiento eléctrico.

## Derivados del dipolo

### Antena Yagi
Cuando a un dipolo se le antepone otro/s elemento/s (varilla o tubo) delante, directores, ligeramente más cortos (cada uno un 5% más corto que el anterior y ligeramente más separado que el anterior, sucesivamente), y otro elemento (varilla o tubo) detrás, ligeramente más largo (5%) y a una distancia de entre 0.10 y 0.25 de onda, se obtiene una Antena Yagi.
Una antena de este tipo se utiliza principalmente para recibir señales de televisión, tanto en VHF como en UHF. Su peculiaridad es que por cada elemento que se le añade aumenta su ganancia de forma que cuantos más elementos más ganancia se tiene en el dipolo. Asimismo con cada elemento parásito que se le agrega (por delante) más acusada es la direccionalidad de la antena y más cerrado es el ángulo de recepción. Lo mismo se podría decir si se usa este tipo de antena Yagi para transmitir: cuantos más elementos más ganancia de transmisión y más directividad se obtiene, con lo que con una determinada potencia de emisión y una antena de alta ganancia se pueden obtener un haz radioeléctrico concentrado hacia una determinada dirección y más larga será la distancia, lineal, a la que se puede enviar las señales.

### Antena Moxon
Antena popularizada, es comercializada para ventas de productos

### Antena Spiderbeam
Antena liviana, multibandas y transportable, la Antena Spiderbeam es esencialmente es una variación más compleja del dipolo original, en forma de telaraña y muy útil en telecomunicaciones.

### Antena HB9CV
Creada por el radioaficionado suizo Rudolf Baumgartner, HB9CV, en los años 50, es una antena compuesta de un elemento y su reflector, en el cual un conductor une el elemento y el reflector para introducir un cambio de fase. Tiene excelentes propiedades de ganancia y relación de ganancia anterior / posterior. Por sus dimensiones, es utilizada en VHF y UHF.

### Antena de Cuadro
Es una antena compuesta por un lazo o bobina de alambre, tubería u otro conductor eléctrico. Dentro de esta descripción física hay dos tipos de antenas distintas. La antena de cuadro auto-resonante de gran tamaño tiene una circunferencia cercana a una longitud de onda de la frecuencia de funcionamiento, por lo que es resonante a esa frecuencia. Estas antenas se utilizan tanto para la transmisión como para la recepción. Por el contrario, las antenas de cuadro pequeñas de menos del 1% de una longitud de onda de tamaño son radiadores muy ineficientes, por lo que solo se utilizan para la recepción. Un ejemplo es la antena de ferrite (loopstick) utilizada en la mayoría de las receptores de radio de AM. Las antenas de cuadro tienen un patrón de radiación dipolar; son más sensibles a las ondas de radio en dos lóbulos anchos en direcciones opuestas, separados 180°. Debido a este patrón direccional se utilizan para la radiogoniometría (RDF), para localizar la posición de un transmisor. 